# Andorinha gloriosa
"Andorinha gloriosa" ou "Angelina gloriosa" é um romance do século XVI de origem espanhola, que se disseminou através da tradição oral por todo o mundo ibero-americano, gerando diversas versões utilizadas entre os católicos como orações populares ou esconjuros. O texto constitui uma miscelânea de diferentes temas sacros retirados dos ciclos da Natividade e Paixão de Jesus.

## Datação

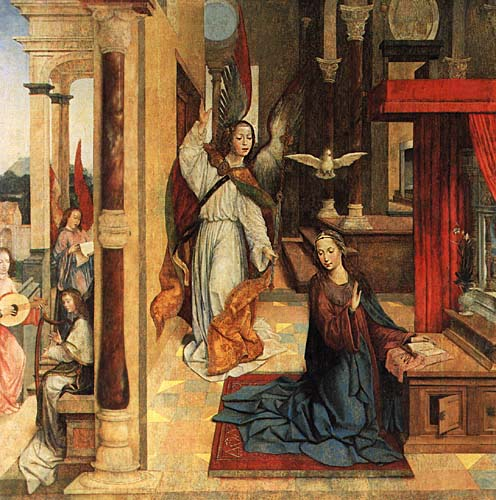
Frei Carlos: Anunciação (c. 1520).

O texto deste esconjuro foi elaborado em Espanha durante a época quinhentista na forma de romance. Contudo, a mais antiga versão conhecida, escrita em castelhano, surge apenas num manuscrito datado de 1609, chamado Cancioneiro de Lazarraga, registado pela mão do basco Martin López Vicuña. A forma e conteúdo do texto indicam que se trata de uma oração de origem popular, semelhante a muitas outras que foram sucessivamente proibidas pelos índices expurgatórios.
É provável que “Angelina gloriosa” tenha sido transmitido a Portugal ainda no século XVI e tenha chegado ao Brasil com os primeiros colonos portugueses. A adaptação portuguesa da oração era já “famosa” em 1646, ano em que Francisco Manuel de Melo a refere brevemente na sua farsa “O Fidalgo Aprendiz”. Na cena em questão, após o pedido de “uma letra nova” pela personagem Brites, Gil Cogominho canta o início dos romances “La Infantina”, “Gavião, gavião branco” e, por fim, “Andorinha gloriosa”:
| Brites. | Sabeis alguma ao divino? |                      |
| Gil.    | Sei.                     |                      |
| Brites. | Dizei.                   |                      |
| Gil.    | Pois é famosa:           |                      |
|         | «Andorinha gloriosa…»    |                      |
|         |                          | — O Fidalgo Aprendiz |

## Texto
O texto deste esconjuro é uma miscelânea de diferentes temas religiosos sem evidente conexão, retirados da iconografia tradicional cristã dos ciclos da Natividade e da Paixão de Jesus Cristo.

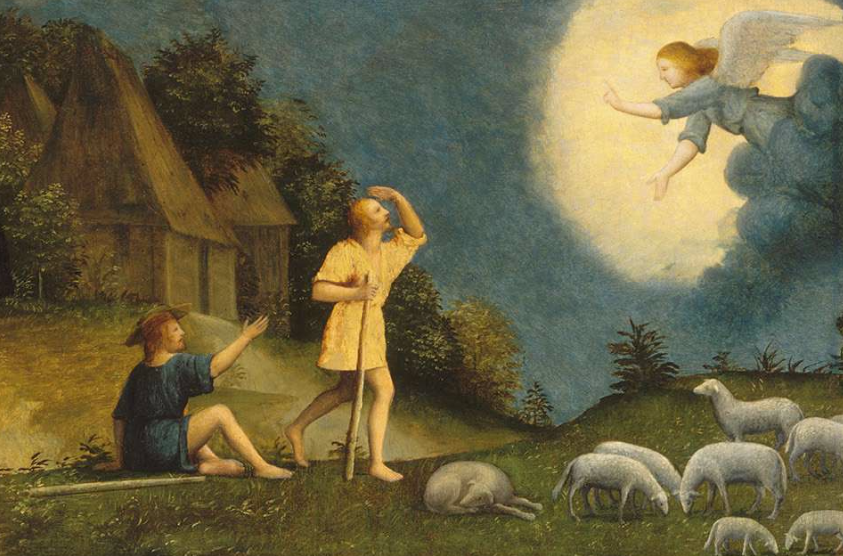
Anunciação aos pastores, Bernardino Luini, 1520-25, Museu de Arte de Nova Orleães.

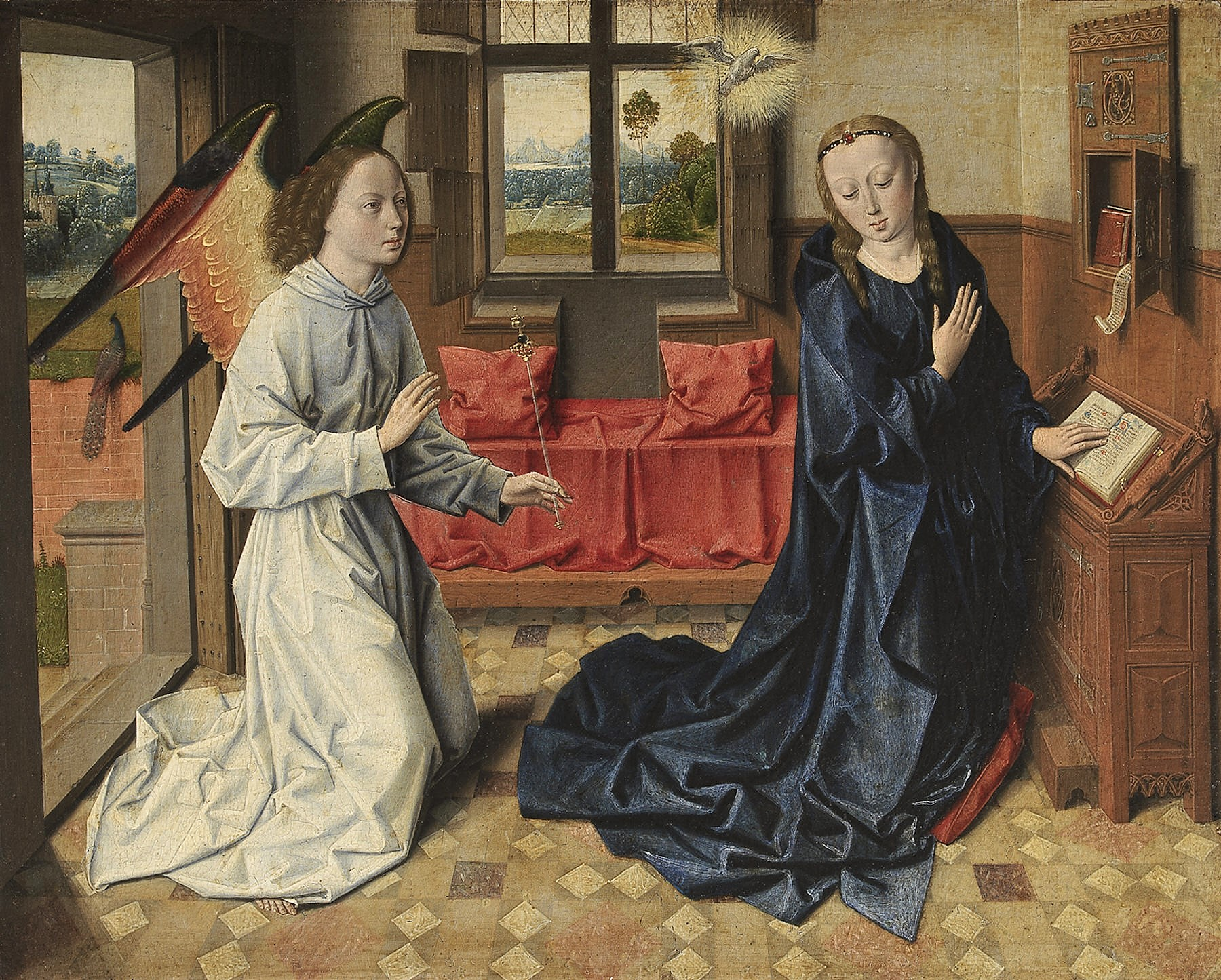
Anunciação, Dirk Bouts, c. 1465-70, Museu Calouste Gulbenkian, Lisboa. Estando Maria a rezar com o seu "livrinho na mão", é surpreendida pela saudação do anjo Gabriel.

O protagonista é o Arcanjo Gabriel que, após o nascimento de Jesus, desce à terra para anunciar aos pastores o nascimento do seu Salvador (vide Anunciação aos Pastores). Na versão portuguesa proveniente da Figueira da Foz, Gabriel indica-lhes a figura de Santa Maria que se encontra a ler uma oração do seu livro, uma descrição que remete para a iconografia típica da Anunciação, segundo a qual a Virgem Maria é surpreendida por Gabriel enquanto orava com um livro (um dos livros do Antigo Testamento ou um livro de horas). Após estes versos iniciais fundamentais as versões divergem completamente. A versão do Cancioneiro de Lazarraga apresenta uma oração com referências à peregrinação. A versão lusa também era incorporada numa “Oração do Peregrino” segundo Leite de Vasconcelos; contudo, continua com um outro romance chamado “Cristo menino oferece-se no sacrifício da missa”.
| Versão do Cancioneiro de Lazarraga (1609) | Versão da Madeira (1880) | Versão da Figueira da Foz (1884) |
| "Angelina gloriosa" | "Angelina gloriosa" | "Andorinha gloriosa" |
| --- | --- | --- |
| Angelina gloriosa, Tan fermosa como la rosa; Quando Dios Hijo nació Por la tierra pareció. | Angelina gloriosa Daonde Cristo nasceu, Contai como o Senhor I viu luz e padeceu; | Andorinha gloriosa Tão perfeita como a rosa, Quando Deus aqui nasceu, Toda a terra estremeceu; |
| Bino el ángel San Graviel: “¡Oy, el pastor, el de Mendía (sic)! ¡Qué hizo nuestra Señora María! ¡Oy, Dios, gozo alegría! ¡Alegráos! De todavía Todo el mundo salvaría Sino aquel perro judío Que nuestro Señor mató Y manos enclavó”. | Vi o anjo Gabriel Perguntar pelos pastores: “Ó pastorinhos, bom dia; Muito bom dia, pastores; A Deus, glória no Céu, A todos, paz, alegria; Bendito filho pariu A Santa Virgem Maria.” | Veio o anjo Gabriel Perguntar pelos pastores: “Pastorinhos de bom dia Aqui 'stá Santa Maria Co seu livrinho na mão Rezando a oração”; |
| Su coraçón vendito, El espino con espino, Dé al varón en San Martín: “Con gran dolor, romero, Vete a tu vida; Ganarás Roma sancta”. Las puertas del Padariso Aviertas las allaría Ánjeles cantan en coro Con coronas de oro.          | Eu vi também os Reis Magos Cada qual com seu tesoiro, A of’recer ao Menino Incenso, mirra e oiro. Mui despois lá vi também O santo Cristo Jesus, A três cravos cravejado No santo lenho da Cruz. E vi naquele calvário As três marias lá ‘star, Os olhos postos no céu, Nas continhas a rezar. E vi João, Madalena Com toalha d’ alimpar, Em busca de Jesus Cristo, E lá o foram achar. Jesus disse: “Tem-te, tem-te, Madalena, deixa ‘star; Qu’ estas são as cinco chagas Que por mim têm de passar.” E O vi, por fim, em Roma, Lumiado no altar, No santo cálix da missa, Na hóstia, s’ alevantar. | "Cristo niño se ofrece en el sacrificio de la misa" Oração do peregrino, Quando Deus era menino Pelos seus pés no altar, Começou sangue a correr. Veio Santa Madalena Com três lencinhos de cor Para alimpar o Senhor; “Tata, tata, Madalena Bem me escusas de alimpar Que estas são as cinco chagas Que por mim têm de passar. Sobe acima àquele oiteiro Lá verás um mouro perro, Lá verás suas pegadas Co meu sangue verdadeiro; Pergunta se ele é cristão E se ele disser que não Puxa pelo teu cutelo Ferra-lho no coração”; Ó cutelo estimado Arrelíquia de perdão! |

A versão figueirense acrescenta ainda uma espécie de epílogo: “Quem esta oração disser de dia a dia, poderá ter certo que lhe há de aparecer a Virgem Maria. Ela lhe dirá: “Confessa-te pecador que te há de vir buscar Deus Nosso Senhor para a Santa Glória!” Amém!”.

## Música

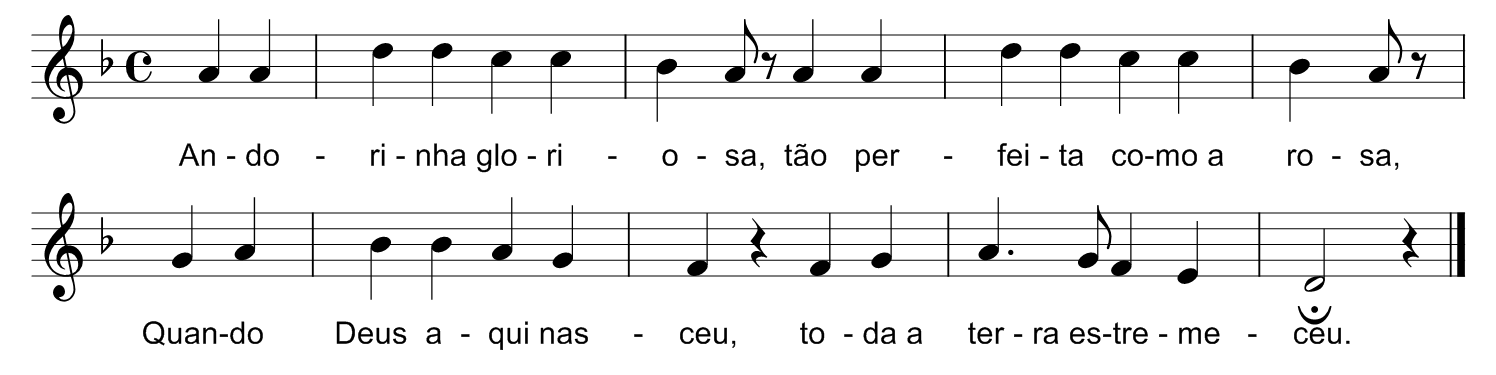
Partitura tal como surge nas Velhas Canções e Romances Populares Portugueses (1913).

Na peça "O Fidalgo Aprendiz" de Francisco Manuel de Melo existem indicações para que o incipit de "Andorinha gloriosa" fosse cantado pelo ator. Contudo a música com que seria interpretada originalmente é hoje desconhecida.
Uma melodia tradicional proveniente da Figueira da Foz foi recolhida pelo etnomusicólogo português Pedro Fernandes Tomás em 1884 e publicada nas suas Velhas Canções e Romances Populares Portugueses (1913). Esta foi harmonizada por Fernando Lopes-Graça (como "Romance da Andorinha Gloriosa") e por Simão Barreto.